# Centro sportivo Chimiki
Il Centro sportivo Chimiki è un centro sportivo di Černihiv che si trova vicino allo stadio Tekstylny su un'area di 4,5 ettari. In passato era lo stadio della squadra di calcio Chimiki Černihiv, situata anche a 2-3 km dalla Stazione di Černihiv e dal Monumento ai Soldati Liberatori in Piazza della Vittoria. 

## Storia
È stata anche la sede della defunta squadra di calcio Chimiki Černihiv che vinse il campionato ucraino di calcio amatoriale nel 1976 e ottenne il terzo posto due volte nel 1970 e nel 1975. Il club vinse il campionato di calcio dell'Oblast' di Černihiv 15 volte. Il club ha anche vinto 10 volte la Coppa di calcio dell'Oblast di Černihiv. L'impianto sportivo è stato anche usato dal Desna Černihiv, Desna-2 Černihiv, Desna-3 Černihiv e dalla squadra femminile Lehenda. Nell'estate 2021, Černihiv, la seconda squadra di Černihiv ha iniziato a utilizzato la sede per gli allenamenti per la stagione in Perša Liha.

## Strutture
Ci sono campi da calcio, campi da tennis e delle palestre grandi. 4 spogliatoi con servizi igienici e docce; sauna a legna. Il Complesso offre servizi di impianti sportivi per eventi culturali. Ci sono istruttori di ping pong e sparring di alta classe, che possono aiutare chiunque sia interessato a migliorare le proprie abilità. Gli appassionati di calcio possono affittare uno qualsiasi dei tre campi di diverse dimensioni o una palestra. Dopo un buon allenamento c'è la possibilità di fare un bagno di vapore in un'accogliente sauna.